# Anagnòrisi
L'anagnòrisi o reconeixement és una escena usada en la tragèdia grega i en novel·les que giren al voltant de la identitat com a recurs que estructura la trama. Usualment es col·loca al final de l'obra, on un dels personatges principals descobreix qui és, sovint amb l'ajuda d'objectes o revelacions alienes que fan que descobreixi un parent.
El terme està introduït a la teoria de la literatura per les obres d'Aristòtil, en particular analitzant el paper d'Èdip. Shakespeare, els autors barrocs i les novel·les de fulletó del segle xix van usar abundantment aquest recurs, que pot tenir un to dramàtic o còmic. A mesura que avança el temps, són més freqüents les anagnòrisis que acaben en un final feliç, com el fill orfe que recupera família o posició social.